# 让·弗雷谢
让·M·J·弗雷谢（法語：Jean M. J. Fréchet，1944年8月19日—），出生于法国勃艮第，美国化学家，加州大学伯克利分校化学系亨利·拉波波特有机化学主席。他还是劳伦斯伯克利国家实验室材料科学及材料合成主席、分子制造研究中心有机及高分子主任、阿卜杜拉国王科技大学副主席(主管科研)。

## 学术研究
他的著名研究领域包括有机合成，高分子化学，树状物，纳米技术，以及分子自组装，并广泛应用于新能源材料（例如太阳能电池），生物医学材料（例如药物输送，疫苗），以及新型催化材料。他在化学领域的杰出造诣深受他的前辈及好友萊納斯·鮑林影响。他已经发表900余篇学术论文及著作，拥有70余项美国专利，并被引用80,000余次。截至2011年3月，他在H指数排行的所有在世化学家排名第16位（H指数=105）。
让·弗雷谢是美国国家科学院、美国国家工程院、和美国文理科学院院士，以及美國科學促進會、美国化学学会、和Academia Europaea会士。